# Wilhelm Wien
Wilhelm Carl Werner Otto Fritz Franz Wien (Primorsk, 13 de janeiro de 1864 — Munique, 30 de agosto de 1928) foi um físico alemão que, em 1893, usou as teorias sobre o calor e eletromagnetismo para deduzir a lei do deslocamento de Wien, que calcula a emissão de um corpo negro a qualquer temperatura a partir da emissão em qualquer uma temperatura de referência.
Wien também formulou uma expressão para a radiação do corpo negro que é correto no limite do gás-fóton. Seus argumentos foram baseados na noção de invariância adiabática, e foram fundamentais para a formulação da mecânica quântica. Wien em 1911 recebeu o Prêmio Nobel por seu trabalho sobre a radiação do calor.

## Vida e obra
Wien nasceu no vilarejo de Gaffken perto de Fischhausen (hoje Primorsk, oblast de Kaliningrado, Rússia), na extinta Prússia, filho do latifundiário Carl Wien. Em 1866, sua família mudou-se para Drachstein perto Rastenburg (Rastembork).
Em 1879, Wien foi para a escola em Rastenburg e 1880-1882 frequentou a escola da cidade de Heidelberg. Em 1882, ele estudou na Universidade de Göttingen e Universidade de Berlim. De 1883-1885, ele trabalhou no laboratório de Hermann von Helmholtz e, em 1886, recebeu seu Ph.D. com uma tese sobre a difração da luz em cima de metais e sobre a influência de diversos materiais sobre a cor da luz refratada. De 1896 a 1899, Wien lecionou na prestigiosa Universidade Técnica de Aachen. Em 1900 ele foi para a Universidade de Würzburgo e tornou-se sucessor de Wilhelm Conrad Röntgen.
Ao estudar os fluxos de gás ionizado, Wien, em 1898, identificou uma partícula positiva igual em massa para o átomo de hidrogênio. Wien, com este trabalho, os alicerces de espectrometria de massa. J. J. Thomson refinado aparelho de Wien e realizou novos experimentos em 1913, em seguida, após o trabalho de Ernest Rutherford, em 1919, partícula de Wien foi aceito e nomeado o próton. Em abril de 1913, Wien foi professor na Universidade Columbia.
Em 1900 (na sequência do trabalho de George Frederick Charles Searle), ele assumiu que toda a massa da matéria é de origem eletromagnética e propôs a fórmula {\displaystyle m=(4/3)E/c^{2}}para a relação entre a massa eletromagnética e energia eletromagnética, o que foi um grande passo para a equivalência massa–energia. Wilhelm Wien era primo de outro físico alemão, Max Wien. Ainda no mesmo ano, ele foi para a Universidade de Würzburg e tornou-se sucessor de Wilhelm Conrad Röntgen.
Foi galardoado com o Nobel de Física de 1911, pela descoberta das leis de irradiação do calor (Lei de Wien).
Participou da 1ª e 2ª Conferência de Solvay.

## Publicações
- Wilhelm Wien (1898). Translatorische Bewegung des Lichtäthers (em alemão). 301. [S.l.]: Annalen der Physik. pp. I–XVIII
- Wilhelm Wien (1900). Über die Möglichkeit einer elektromagnetischen Begründung der Mechanik (em alemão). 310. [S.l.]: Annalen der Physik. pp. 501–513
- Lehrbuch der Hydrodynamik (1900)
- Wilhelm Wien (1904). Differentialgleichungen der Elektrodynamik I (em alemão). 318. [S.l.]: Annalen der Physik. pp. 641–662
- Wilhelm Wien (1900). Über die Möglichkeit einer elektromagnetischen Begründung der Mechanik (em alemão). 310. [S.l.: s.n.] pp. 501–513
- Wilhelm Wien (1904). Differentialgleichungen der Elektrodynamik I (em alemão). 318. [S.l.]: Annalen der Physik. pp. 641–662
- Aus dem Leben und Wirken eines Physikers (1930, livro de memórias)